# Stanisław Gołębiowski (architekt)

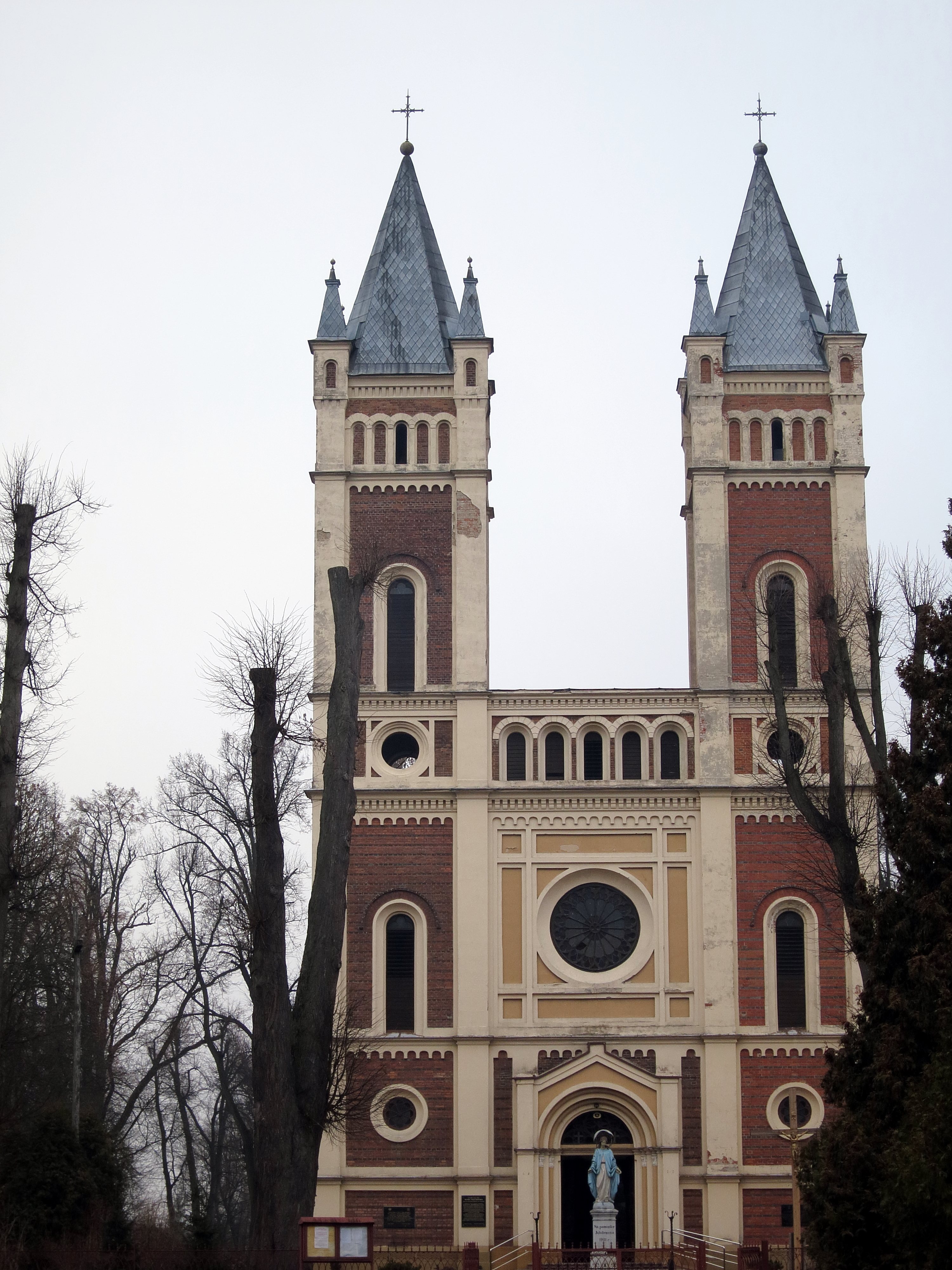
kościół pw. Niepokalanego Poczęcia NMP w Żytnie

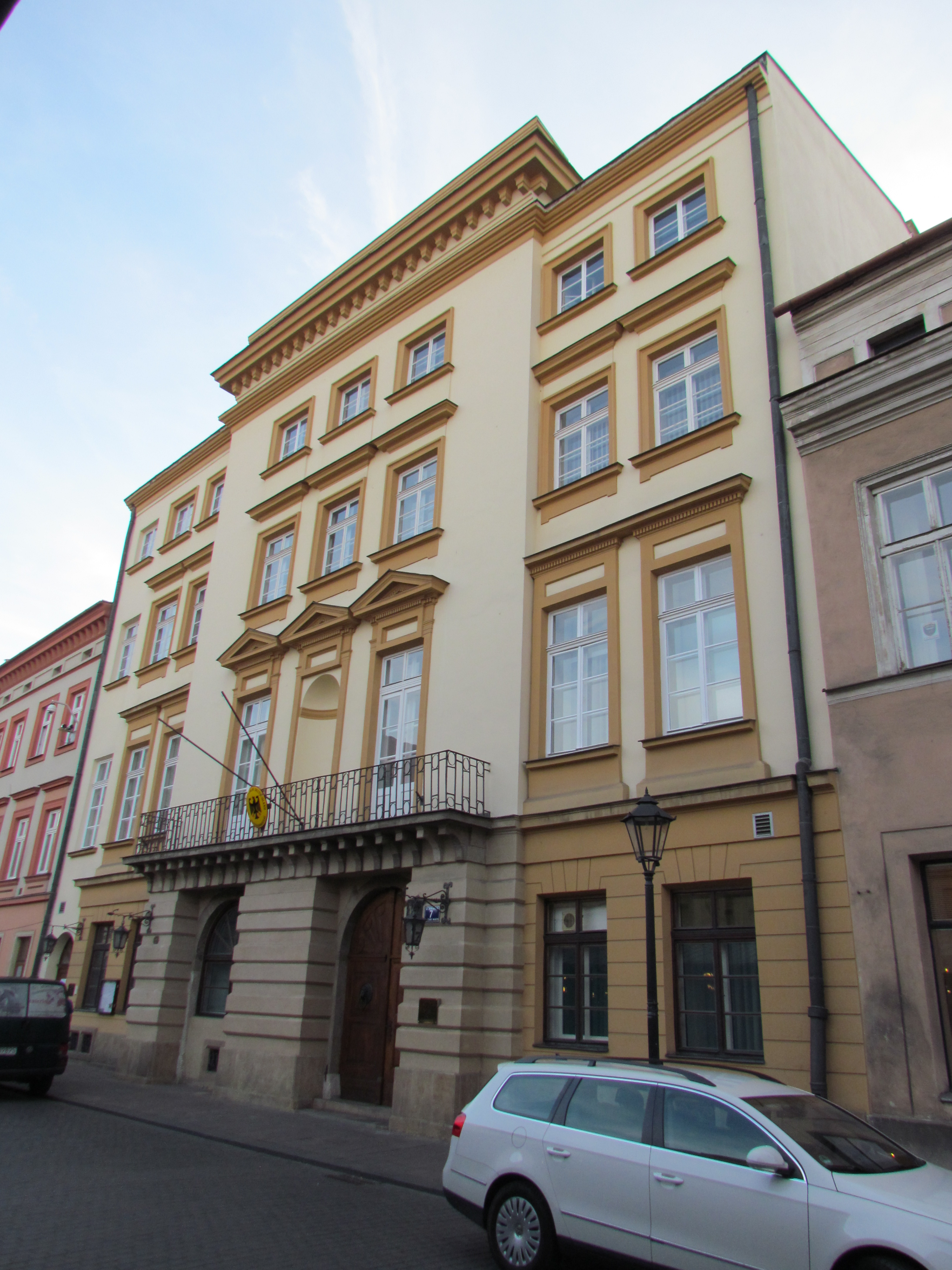
dawny Pałac Morsztynów obecnie Konsulat Generalny Republiki Federalnej Niemiec w Krakowie

Stanisław Ferreriusz Gołębiowski herbu Gozdawa (ur. 26 kwietnia 1814 w Krakowie, zm. 14 czerwca 1866 w Warszawie) – polski architekt.

## Życiorys
Syn Wincentego Ferreriusza Gołębiowskiego i Franciszki z Kozłowskich. W 1837 ożeniony z Franciszką z Hegelmanów.
Uczęszczał do szkół w Krakowie, po czym wstąpił na wydział filozoficzno-matematyczny Uniwersytetu Jagiellońskiego jako wolny słuchacz architektury. Praktykował przy budowie kościoła w Krzeszowicach według projektu Schinkla. W 1832 rozpoczął aplikację w Dyrekcji Budowniczej Rzeczypospolitej Krakowskiej, a 2 lipca 1842 roku otrzymał dyplom budowniczego. W 1858 roku przeniósł się do Warszawy, gdzie po zdaniu egzaminu 19 kwietnia 1859 otrzymał patent budowniczego III klasy, to jest najwyższej.
Od 1849 członek Krakowskiego Towarzystwa Rolniczego. Od 1861 członek czynny Towarzystwa Zachęty Sztuk Pięknych w Warszawie. Od 1863 członek Warszawskiego Towarzystwa Dobroczynności.
Był jednym z promotorów neorenesansu w architekturze krakowskiej połowy XIX wieku.

## Budowy
- Kościół Niepokalanego Poczęcia NMP w Żytnie.
- Kościół św. Joachima w Sosnowcu
- Pałacyk w stylu szwajcarskim dla Wincentego Siemieńskiego w Krakowie ul. Na Ustroniu (dziś nie istnieje)
- Pałacyk Zieleniewskiego na ul. św. Marka 31 w Krakowie.
- Dom Felicjana Ludwika Morsztyna przy ulicy Stolarskiej nr 7 w Krakowie.
- Domy: Wąsowiczowej, Kazubowskiego, Julii Brossard przy ulicy Brackiej 243 w Krakowie.
- Dom Baranowskiego przy ulicy Wolskiej 151 w Krakowie.
- Dom Stanisława Rozmanitha przy ulicy Nowy Świat 55 w Warszawie.
- Projekt organów neogotyckich na Jasnej Górze w Częstochowie.
- Projekt biblioteki dla ordynacji hr. Zamoyskich w pałacu na ulicy Senatorskiej w Warszawie.
- Mosty na drodze żelaznej z Krakowa do Mysłowic pomiędzy Krzeszowicami i Trzebinią.
- Kanał pomiędzy ulicami: Szeroką, Stolarską, Grodzką i Rynkiem Głównym w Krakowie.

## Przebudowy
- Dom Wentzla w Rynku Głównym nr 19
- Dom Morbritzera w Rynku Głównym nr 236.
- Dom Schonberga w Rynku Głównym nr 235.
- Dom M. Potockiego w Rynku Głównym  nr 2643/1.
- Dom przy ulicy Grodzkiej 36 w Krakowie.
- Przebudowa dachu na Zamku w Zatorze.
- Praca przy przebudowie zamku w Mirowie.

## Publikacje
O kosztach w budownictwie cywilnym, czyli przewodnik obliczania kosztów na budowle lądowe dla budowniczych, inżynierów, rękodzielników i wszelkich przedsiębiorców budowania służący, Kraków: Tłocznia Uniwersytetu Jagiellońskiego, 1845. - egzemplarz w Akademickiej Bibliotece Cyfrowej AGH